# Den poté (film, 1983)
Den poté, anglicky The Day After, je americké televizní katastrofické sci-fi drama režiséra Nicholase Meyera z roku 1983, které líčí představu o světě tak, jak by mohl vypadat den po skončení 3. světové války vedené jadernými zbraněmi. Film získal dvě Ceny Emmy, první za nejlepší televizní film roku a druhou za speciální vizuální efekty.

## Děj
Příběh se odehrává v polovině 80. let 20. století za situace, kdy se Sovětský svaz rozhodl násilně obsadit Západní Německo, což se samozřejmě vůbec nelíbí Spojeným státům americkým. Napětí a incidenty mezi oběma největšími a v té době i nejmocnějšími státy světa nabývají na intenzitě, nakonec přerostou v globální jadernou válku. Avšak svět na tuto okolnost není vůbec dobře připraven. Jedna z hlavních postav filmu lékař-chirurg Dr. Russell Oakes musí na svém oddělení čelit obrovské mase pacientů (těžce nemocných z ozáření, umírajících i raněných lidí) a ke konci příběhu on sám umírá. Druhou větev příběhu pak sledujeme na osudech rodiny Dahlebergových, kteří mají (jako jediní z okolí) doma k dispozici svůj vlastní protiatomový kryt.
Všichni lidé na světě se však musí vyrovnat s následky této globální katastrofy a pokusit se žít dál.

## Hrají

### Oakesovi
- Jason Robarts – Dr. Russell Oakes
- Georgann Johnson – Helen Oakes
- Kyle Aletter – Marilyn Oakes

### Dahlbergovi
- John Cullum – Jim Dahlberg
- Bibi Besch – Eve Dahlberg
- Lori Lethin – Denise Dahlberg
- Doug Scott – Danny Dahlberg
- Ellen Anthony – Joleen Dahlberg

### nemocniční personál
- JoBeth Williams – Nurse Nancy Bauer
- Calvin Jung – Dr. Sam Hachiya
- Lin McCarthy – Dr. Austin
- Rosanna Huffman – Dr. Wallenberg
- George Petrie – Dr. Landowska
- Jonathan Estrin – Julian French

### ostatní
- Steve Guttenberg – Stephen Klein
- John Lithgow – Joe Huxley
- Amy Madigan – Alison Ransom
- William Allen Young – pilot Billy McCoy
- Jeff East – Bruce Gallatin
- Dennis Lipscomb – Reverend Walker
- Clayton Day – Dennis Hendry
- Antonie Becker – Ellen Hendry
- Stephen Furst - Aldo
- Arliss Howard – Tom Cooper
- Stan Wilson – Vinnie Conrad
- Harry Bugin – muž u telefonu
- C. Wayne Owens – muž s rádiem

## Úspěch filmu
Barevný film dlouhý 126 minut byl na televizní obrazovky uveden společností ABC 20. listopadu 1983. Kvůli pesimistickému ladění se dlouho nedařilo pro televizní vysílání nalézt zájemce o televizní reklamu. Sledovanost byla veliká a film byl po mírném zkrácení uveden později i v kinech. Získal dvě Ceny Emmy.

## Podobné filmy
- Vlákna (film, 1984) – britský televizní film pojednávající o 12 letech možných následků globální jaderné války pro Velkou Británii.[2]